# IAME I.A.38 Naranjero
 (février 2018).
Si vous disposez d'ouvrages ou d'articles de référence ou si vous connaissez des sites web de qualité traitant du thème abordé ici, merci de compléter l'article en donnant les références utiles à sa vérifiabilité et en les liant à la section « Notes et références ».
Dimensions
Le IAME 38 Naranjero (ou IAe.38) est un avion de transport quadrimoteur expérimental argentin des années 1960, conçu sous la direction de Reimar Horten et basé sur le projet allemand Horten Ho VIII. Il fut construit par l'IAME (Industrias Aeronáuticas y Mecánicas del Estado), désormais DINFA.

## Description
L'IA 38 est un avion cargo expérimental basé sur les recherches de Reimar Horten. Il s'agit d'un monoplan à aile médiane haute entièrement métallique où les surfaces de contrôle vertical sont situées à proximité des extrémités des ailes. Le fuselage court et trapu est équipé d'un train d'atterrissage tricycle rétractable. La puissance est fournie par quatre moteurs radiaux IA 16 El Gaucho montés à l'intérieur des ailes, propulsant les hélices à l'écart des bords de fuite des ailes. L'habitacle de deux hommes est caréné dans le bord avant de l'aile. Un compartiment à bagages à l'intérieur et au-dessous de l'aile peut transporter 6100 kg de marchandises en utilisant une porte d'accès à l'arrière du fuselage arrière.

## Développement
Le prototype est achevé en 1959 mais des problèmes de refroidissement des moteurs retardent le premier vol jusqu'au 9 décembre 1960. Horten est contraint d'utiliser les moteurs IA 16 dont les performances étaient insuffisantes pour atteindre la puissance prévue. En conséquence, l'engin est largement sous-motorisé et démontre une performance médiocre.
Après l'annulation du projet, l'IA 38 est placé sur le terrain de l'école aéronautique, où il est exposé jusqu'à ce qu'un incendie (soupçonné criminel) détruise sa peinture. Les restes sont ensuite mis à la ferraille.

## Galerie

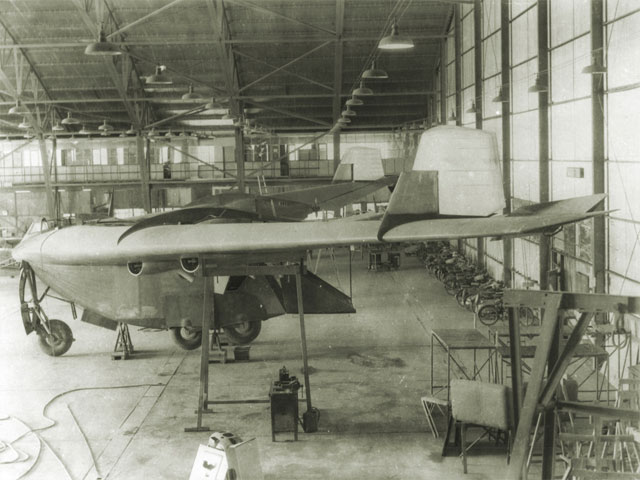
Le prototype en construction
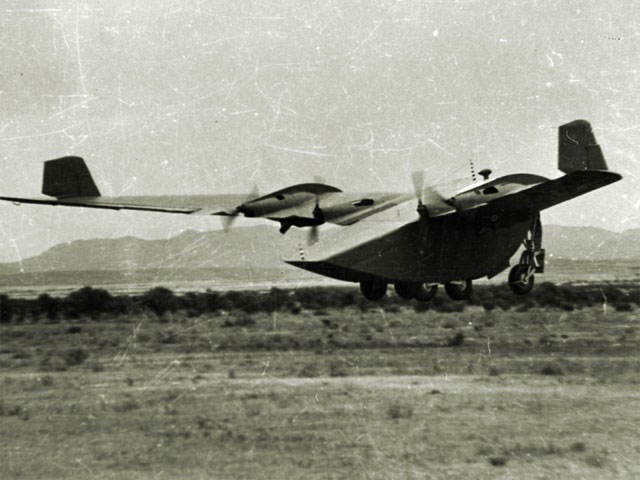
Vue arrière de l'appareil, sur le point de décoller